# Galivat
Ein Galivat, auch Gallivat oder Gallevat, war ein kleiner, breit gebauter Rahsegler mit einem oder zwei Masten und geringem Tiefgang, der auch wie eine Galeere mit Rudern fortbewegt werden konnte. Er war im 17. und 18. Jahrhundert vor allem an der Westküste Indiens als Kriegsschiff in Gebrauch. Die Bezeichnung stammt wahrscheinlich von der Galeota der Portugiesen, die diesem Schiffstyp ähnlich war.
Der Galivat hatte einen langen, niedrigen und überhängenden Bug und ein rechteckiges Heck. Er war leicht, schnell und agil, in der Wasserlinie etwa 10 Meter lang, 4 m breit und rund 70 Tonnen groß. Größere Galivats kamen auf bis zu 120 Tonnen. Er hatte 30 bis 40 Riemen, deren jeder von nur einem Mann bedient wurde, eine Besatzung von etwa 60–80 Mann mit Handwaffen, sowie bis zu sechs zwei-bis-vier-Pfünder-Kanonen. Er war der Ghurab ähnlich, die allerdings wesentlich größer war.
Ghurabs und Galivats waren die vorherrschenden Schiffstypen in der Marine der Maratha und bei den Piraten der Malabarküste. Der Maratha-Admiral Konhoji Angre (1667–1729), der sein Leben lang gegen die Portugiesen, Holländer und Briten Krieg führte und von diesen nie besiegt wurde, operierte mit einer Flotte von 10 Ghurabs von bis zu 400 Tonnen und 50 Galivats von bis zu 120 Tonnen Größe. Auch die ab 1612 von der Britischen Ostindien-Kompanie zum Schutz ihres Seehandels gegen Angriffe der Portugiesen und der vielen Piraten aufgestellte Flotte bestand größtenteils aus Galivats und Ghurabs, deren Besatzungen in der Mehrzahl indische Fischer von der Konkan-Küste waren.